# 회로도

상태 머신형 4비트 TTL 카운터 회로도

회로도(回路圖)란 전기 회로를 보기 편리하게 그림으로 표시한 것이다. 스키매틱, 전기 도면, 전자 도면으로 불리기도 한다. 회로도는 단순하게 표시한 표준 기호로 회로의 부품을 나타내고 전력과 신호는 소자들과 연결된다. 인쇄 회로 기판(PCB)의 실제 위치는 회로도에서의 부품 연결의 위치와 일치하지는 않는데, 이는 ‘레이아웃’, ‘아트웍’ 등으로 불린다.
블록도나 배치도와 다르게, 회로도는 신호 연결을 보여주는 용도로 사용한다. 회로도는 부품의 실제 위치를 나타내지 않는다. 드로윙은 아트웍이나 레이아웃처럼 회로도가 실제로 보이는 모양을 나타내는 것을 의미한다.
회로도는 회로 설계, 인쇄 회로 기판 배치와 전기 및 전자 장비의 유지보수에 사용된다.

## 명칭

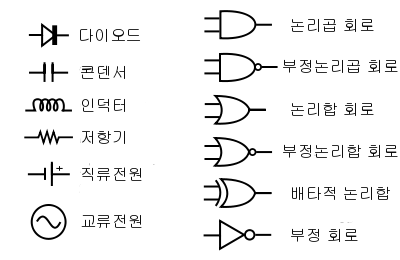
일반적인 회로도 기호

회로도에서 부품 기호는 소속한 부품 목록을 대표하는 적합한 축약어로 표시된다. 예시로, C1은 첫 번째 콘덴서, L1은 첫 번째 인덕터, Q1은 첫 번째 트랜지스터, 그리고 R1은 첫 번째 저항기를 나타낸다. 이 명칭은 R1, L1,…처럼 첨자로 기록되지 않는다. 경우에 따라서 부품의 값이나 명칭은 회로도의 부품 기호 측면에서 변경할 수 있지만, 상세한 특성은 부품 목록에서 결정될 것이다.

## 같이 보기
- 오어캐드
- 전기 기호
- 전기 회로
- 배선도